# 浜町 (熊本県)
浜町（はまちょう）は、かつて熊本県上益城郡にあった町。

## 沿革
- 1889年（明治22年）4月1日 - 町村制施行に伴い上益城郡浜町、下馬尾村、千滝村、南田村、長田村、芦屋田村、山田村、市原村、杉木村、上寺村、城平村、城原村、下市村が合併し、浜町村が発足。
- 1912年（明治45年）4月1日 - 町制施行により浜町と改称。
- 1955年（昭和30年）2月1日 - 上益城郡御岳村、下矢部村、白糸村と合併し、矢部町となり消滅。